# Felsőmocsolád
Felsőmocsolád község Somogy vármegyében, a Kaposvári járásban.

## Fekvése
Az észak-déli irányban viszonylag hosszan elnyúló község Kaposvártól mintegy 30, Mernyétől 6 kilométerre északra helyezkedik el.
A közvetlenül határos települések: észak felől Fiad, északkelet felől Kisbárapáti, délkelet felől Ecseny, dél felől Mernye, délnyugat felől Mernyeszentmiklós, nyugat felől Polány, északnyugat felől pedig Gamás.

### Megközelítése
Zsáktelepülésnek tekinthető, közúton csak a 67-es főútból (illetve a 6714-es útból, a főút régi nyomvonalából) Mernyeszentmiklós központjában kelet felé kiágazó 65 109-es számú mellékúton közelíthető meg. Délkeleti szomszédja, Ecseny a belterületéről kiágazó 65 128-as számú mellékúton érhető el.
A település megközelíthető autóbusszal, illetve vonattal is, a Kaposvár–Siófok-vasútvonalon; Felsőmocsolád megállóhely a település központjától bő másfél kilométerre délre helyezkedik el, Újhegy településrész nyugati szélén.

## Története
Felsőmocsolád (Mocsolád) Árpád-kori település, mely már a tatárjárás előtt is fennállt.
Nevét 1229-ben említette először oklevél Muchula alakban írva. 1393-ban Machola, 1485-ben Mochola alakban fordult elő az oklevelekben. 1229-ben a székesfehérvári káptalan birtoka, majd 1483-1484-ben a Csébi Pogány család volt a birtokosa. 1536-ban a veszprémi püspök és Ellyevölgyi László, 1550-ben Alya Máté és Bocskai Ferenc volt a földesura. Az 1563 évi török kincstári fejadódefterbe 10 házzal vették fel. 1573-1574-ben 15, 1580-ban pedig 16 házat írtak össze benne. 1660-ban Pető László birtoka volt, majd az 1701-1703 körül készült összeírás szerint a Diskay család, az 1726-1733-as években pedig Vásonyi Gergely volt a földesura. Az ő ideje alatt épült fel újra a jelenlegi község, melynek 1776-ban Vásonyi Sándor és József özvegye, Boka János és Bódis István voltak az urai, 1856-ban pedig Kacskovics Mihály és a többi Vásonyi örökösök, majd az 1900-as évek elején Kacskovics Zoltánnak volt itt nagyobb birtoka és régi kúriája, melyet dercsikai Erőss József 1790-ben építtetett. Egy harmadik úrilak a Rendesi Bárány családé volt. A 20. század elején Somogy vármegye Igali járásához tartozott. 1910-ben 1079 lakosából 1073 magyar, 6 német volt. Ebből 455 római katolikus, 539 református, 70 evangélikus volt. A községhez tartozott: Kisbaba-puszta, Mihály-major és Sándor-puszta is.

### Kisbaba-puszta
1229-ben a székesfehérvári káptalan birtokai között szerepelt. A 15. században köznemesi családok birtoka volt: 1446-ban a Gombos, a Kalmár és a Nagy, 1470 után a Markos, 1487-ben pedig a Vas családok szerepeltek a Babai előnévvel.
A 18. században és a 19. század elején a Lengyel családé volt, majd 1856-ban Nagybaba a gróf Zichy családé, Kisbaba pedig az Erős családé volt.

## Közélete

### Polgármesterei
- 1990–1994: Csernyák Lajos (ASZ)[3]
- 1994–1998: Csernyák Lajos (független)[4]
- 1998–2002: Csernyák Lajos (független)[5]
- 2002–2006: Csernyák Lajos (független)[6]
- 2006–2010: Zvekán László (független)[7]
- 2010–2014: Vogl Szilvia (Fidesz-KDNP)[8]
- 2014–2019: Mocsai Tamás (független)[9]
- 2019–2024: Mocsai Tamás (független)[10]
- 2024– : Csernyák Szilveszter (független)[1]

## Népesség
A település népességének változása:
| Lakosok száma | 399  | 398  | 391  | 289  | 311  | 301  | 314  |
|               | 2013 | 2014 | 2015 | 2021 | 2022 | 2023 | 2024 |

A 2011-es népszámlálás során a lakosok 91,5%-a magyarnak, 2,6% cigánynak, 4,1% németnek, 0,5% horvátnak mondta magát (6,7% nem nyilatkozott; a kettős identitások miatt a végösszeg nagyobb lehet 100%-nál). A vallási megoszlás a következő volt: római katolikus 42,2%, református 22,4%, evangélikus 4,6%, felekezet nélküli 12,6% (15,2% nem nyilatkozott).
A 2022-es népszámlálás során a lakosok 79,1%-a magyarnak, 1,3% cigánynak, 5,5% németnek, 2,6% egyéb, nem hazai nemzetiségűnek mondta magát (17,7% nem nyilatkozott; a kettős identitások miatt a végösszeg nagyobb lehet 100%-nál). Görögnek, románnak és horvátnak is mondták magukat, de az adat adatvédelmi korlátok miatt nem közölhető. A vallási megoszlás a következő volt: római katolikus 28,9%, református 13,2%, evangélikus 1,6%, felekezet nélküli 13,8% (40,8% nem nyilatkozott).

## Nevezetességei
- Kacskovics–Bánó-kastély - Bánó Kastélyszálló
- Pongrácz-kúria
- Az öreg hársfa (egyes becslések szerint 400 éves is lehet), amit 2012-ben az év európai fájává választottak
- Lucai bükkös
- Református templom
- Erőss-kúria, ma római katolikus templom

## Képgaléria

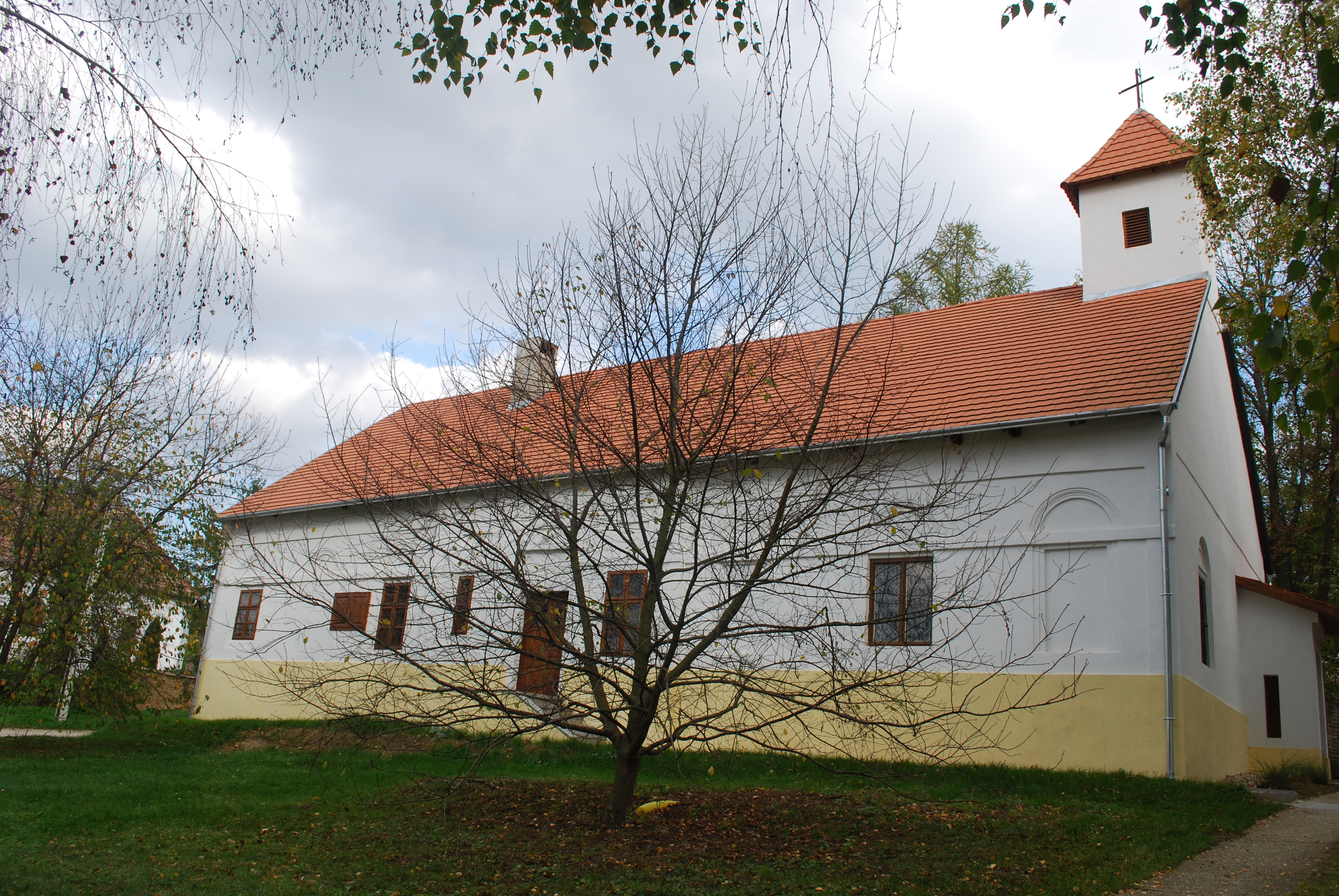
Az Erőss család felsőmocsoládi kúriája, ma római katolikus templom.
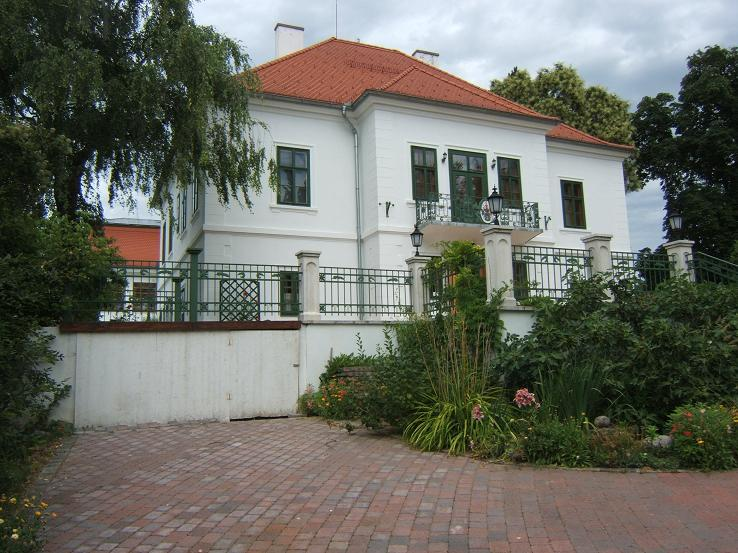
Kacskovics-Bánó-kastély